# Bruno Miguel Mendes Alves
Bruno Miguel Mendes Alves, noto semplicemente come Bruno Alves (Guimarães, 9 giugno 1990), è un calciatore portoghese, centrocampista dell'Os Sandinenses.

## Caratteristiche tecniche
È un centrocampista centrale.

## Carriera
Nato a Guimarães, a 14 anni il Vitória Guimarães lo preleva dal Pevidém e lo cede in prestito nelle serie inferiori dal 2009 al 2012: una doppia stagione all'Amarante inframmezzata da un'esperienza al Lousada. Tornato nella sua città natale, trova però poco spazio se non nella compagine del Vitória Guimarães B, con cui colleziona più di cento presenze dal 2012 al 2016. Il 22 agosto 2014 ha però modo di debuttare con la prima squadra nel match vinto 3-0 contro il Penafiel.
Nel 2016 viene ceduto al Desp. Aves, dove gioca un'annata con maggiore continuità, mentre nelle successive due stagioni milita nell'Arouca.
Dopo aver rescisso con l'Arouca, dal 2019 gioca nelle serie minori portoghesi: prima al Fátima, poi al Valadares ed infine Cova da Piedade.

## Statistiche

### Presenze e reti nei club
Statistiche aggiornate al 3 giugno 2017.
| Stagione                 | Squadra                  | Campionato               | Campionato | Campionato | Coppe nazionali | Coppe nazionali | Coppe nazionali | Coppe continentali | Coppe continentali | Coppe continentali | Altre coppe | Altre coppe | Altre coppe | Totale | Totale |
| Stagione                 | Squadra                  | Comp                     | Pres       | Reti       | Comp            | Pres            | Reti            | Comp               | Pres               | Reti               | Comp        | Pres        | Reti        | Pres   | Reti   |
| ------------------------ | ------------------------ | ------------------------ | ---------- | ---------- | --------------- | --------------- | --------------- | ------------------ | ------------------ | ------------------ | ----------- | ----------- | ----------- | ------ | ------ |
| 2009-2010                | Amarante                 | 2D                       | 31         | 0          | TP              | 1               | 0               |                    | -                  | -                  |             | -           | -           | 32     | 0      |
| 2010-2011                | Lousada                  | 2D                       | 27         | 3          | TP+TL           | 0               | 0               |                    | -                  | -                  |             | -           | -           | 27     | 3      |
| 2011-2012                | Amarante                 | 2D                       | 28         | 3          | TP+TL           | 0               | 0               |                    | -                  | -                  |             | -           | -           | 28     | 3      |
| Totale Amarante          | Totale Amarante          | Totale Amarante          | 59         | 3          |                 | 1               | 0               |                    | -                  | -                  |             | -           | -           | 60     | 3      |
| 2012-2013                | Vitória Guimarães        | PL                       | 0          | 0          | TP+TL           | 0               | 0               |                    | -                  | -                  |             | -           | -           | 0      | 0      |
| 2013-2014                | Vitória Guimarães        | PL                       | 0          | 0          | TP+TL           | 0               | 0               | UEL                | 0                  | 0                  |             | -           | -           | 0      | 0      |
| 2014-2015                | Vitória Guimarães        | PL                       | 8          | 0          | TP+TL           | 0               | 0               |                    | -                  | -                  |             | -           | -           | 8      | 0      |
| 2015-2016                | Vitória Guimarães        | PL                       | 4          | 0          | TP+TL           | 0               | 0               | UEL                | 2                  | 0                  |             | -           | -           | 6      | 0      |
| Totale Vitoria Guimaraes | Totale Vitoria Guimaraes | Totale Vitoria Guimaraes | 14         | 0          |                 | 0               | 0               |                    | 2                  | 0                  |             | -           | -           | 16     | 0      |
| 2016-2017                | Desp. Aves               | SL                       | 31         | 0          | TP+TL           | 0               | 0               |                    | -                  | -                  |             | -           | -           | 31     | 0      |
| Totale carriera          | Totale carriera          | Totale carriera          | 131        | 6          |                 | 1               | 0               |                    | 2                  | 0                  |             | -           | -           | 134    | 6      |